# Działoszyn (Bogatynia)

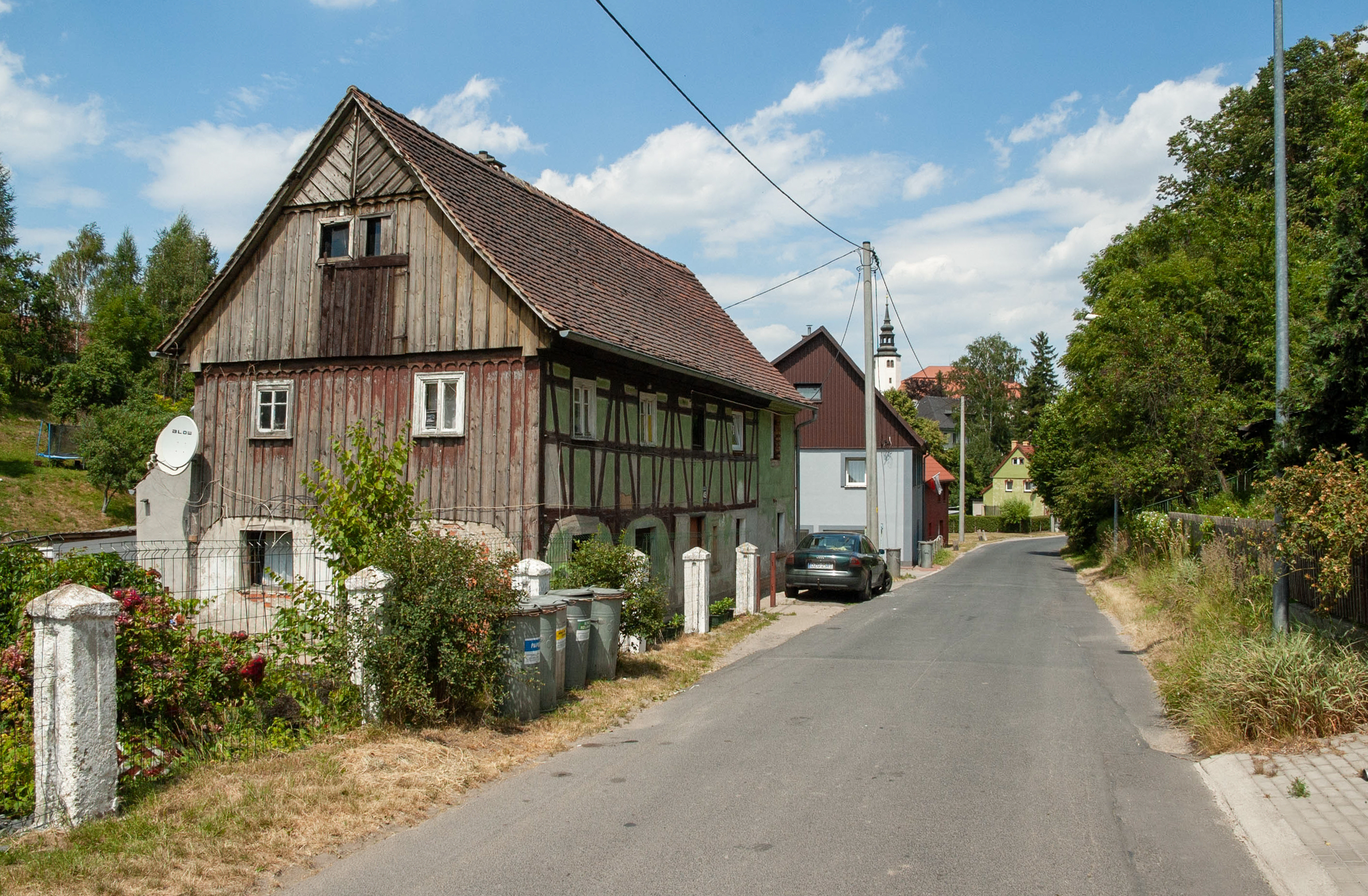
Działoszyn

Działoszyn (deutsch Königshain) ist eine Ortschaft mit 710 Einwohnern in der Gemeinde Bogatynia in Polen. Sie liegt fünf Kilometer südlich von Ostritz im polnischen Teil der Oberlausitz und gehört dem Powiat Zgorzelecki an.

## Geographie
Das langgestreckte Waldhufendorf zieht sich entlang einer alten Handelsstraße von Ostritz nach Bogatynia in einem seichten Tal hinauf auf den Königshainer Rücken. Nachbarorte sind Posada (Rusdorf) im Nordwesten, Bratków (Blumberg) im Norden, Wyszków (Maxdorf) im Osten sowie Zatonie (Seitendorf) im Süden.

## Geschichte
Die erste urkundliche Erwähnung von Königshain stammt aus einem Landkauf des Klosters St. Marienthal aus dem Besitz des Bolko von Bieberstein auf Friedland aus dem Jahr 1280. Nachdem das Kloster 1304 seinen Besitz in Königshain erweitert hatte, erwarb es 1346 den restlichen Teil des Ortes von den Dohnaer Burggrafen. Seit 1384 lässt sich im Ort eine Kirche nachweisen. Als klösterliches Dorf blieb Königshain auch nach der Reformationszeit katholisch. 1493 wurde das Gotteshaus durch ein neues ersetzt, das dem Hl. Bartholomäus geweiht wurde. 1766 war die Kirche zu klein geworden und es begann ein Neubau nach Plänen von Johann Joseph Kuntz aus Reichenberg. Am 13. Juli 1769 erfolgte die Kirchweih durch den Prager Weihbischof Andreas Kaiser.

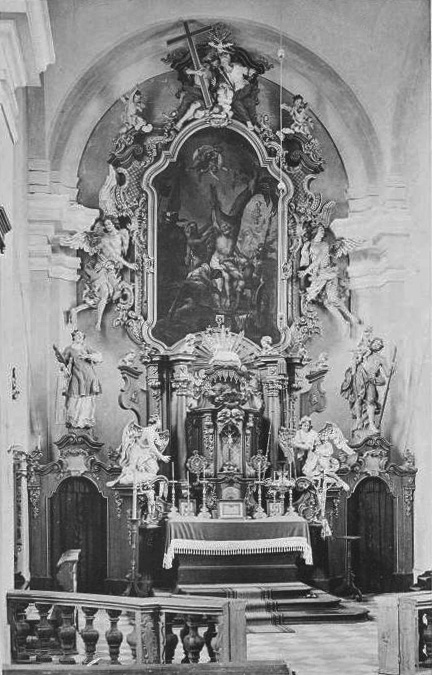
Der Hochaltar der Bartholomäuskirche um 1900

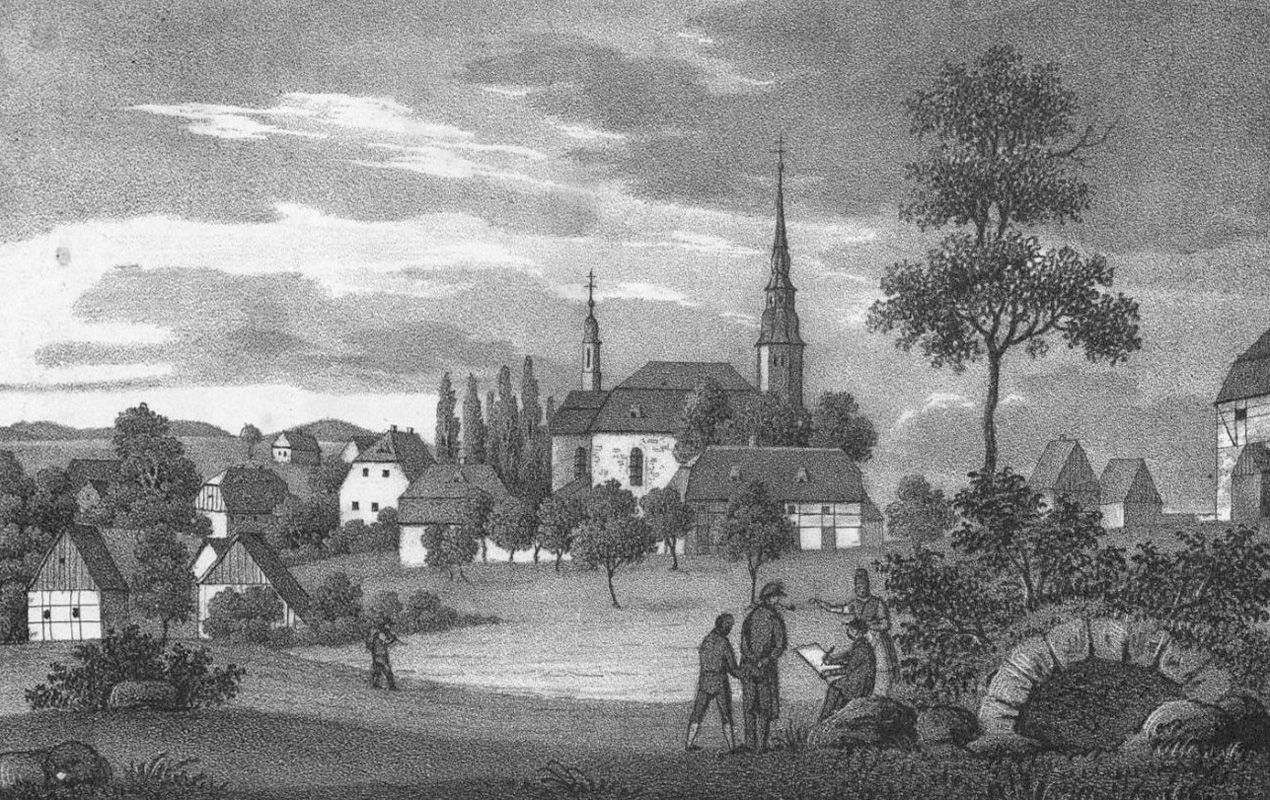
Königshain um 1840

1773 errichtete Erzbischof Anton Peter Příchovský von Příchovice in Königshain die „Bruderschaft zur immerwährenden Anbetung des allerheiligsten Altarssacramentes“, die im selben Jahr durch Papst Clemens XIV. konfirmiert wurde. Nachdem Königshain 1635 als Teil der Oberlausitz von Böhmen an Kursachsen gelangt war, gehörte die Kirche noch bis 1783 zum Erzbistum Prag und danach zum Bistum Bautzen.
Zwischen 1818 und 1821 wurde ein neues Pfarrhaus erbaut und von 1822 bis 1823 auch das Schulhaus erneuert (Pfarrer war von 1820 bis 1823 Joseph Bernhard Schönfelder). Der Besitzer des Kretschams hatte die Ortsgerichtsbarkeit inne. 1770 zerstörte ein Feuer den Kretscham, gleiches geschah 1852 erneut. Im Jahr 1830 hatte der Ort 1275 Einwohner, die vor allem von der Landwirtschaft und der Leineweberei und Spinnerei lebten. 1840 wurde der Fußboden der Kirche mit Granitplatten aus den Königshainer Bergen ausgestattet. 1853 hatte sich die Einwohnerzahl auf 1479 erhöht. 1847 entstand eine Spinnschule, die fünf Jahre später beim Kretschambrand vernichtet wurde.
1933 lebten in der zur Amtshauptmannschaft Zittau gehörenden Gemeinde 1094 Menschen. Nach dem Ende des Zweiten Weltkrieges kam das zwei Kilometer östlich der Lausitzer Neiße gelegene Dorf zu Polen und die deutschen Bewohner wurden vertrieben. Der Ort erhielt zunächst den Namen Królewszczyzny und blieb eine selbstständige Gemeinde. Um 1970 erfolgte die Eingemeindung nach Bogatynia.

## Entwicklung der Einwohnerzahl
| Jahr | Einwohnerzahl                              |
| ---- | ------------------------------------------ |
| 1558 | 51 besessene Mann                          |
| 1777 | 34 besessene Mann, 29 Gärtner, 154 Häusler |
| 1834 | 1365                                       |

| Jahr | Einwohnerzahl |
| ---- | ------------- |
| 1871 | 1308          |
| 1890 | 1151          |
| 1910 | 1040          |

| Jahr | Einwohnerzahl |
| ---- | ------------- |
| 1925 | 1108          |
| 1939 | 1024          |
| 2011 | 597           |

## Sehenswürdigkeiten

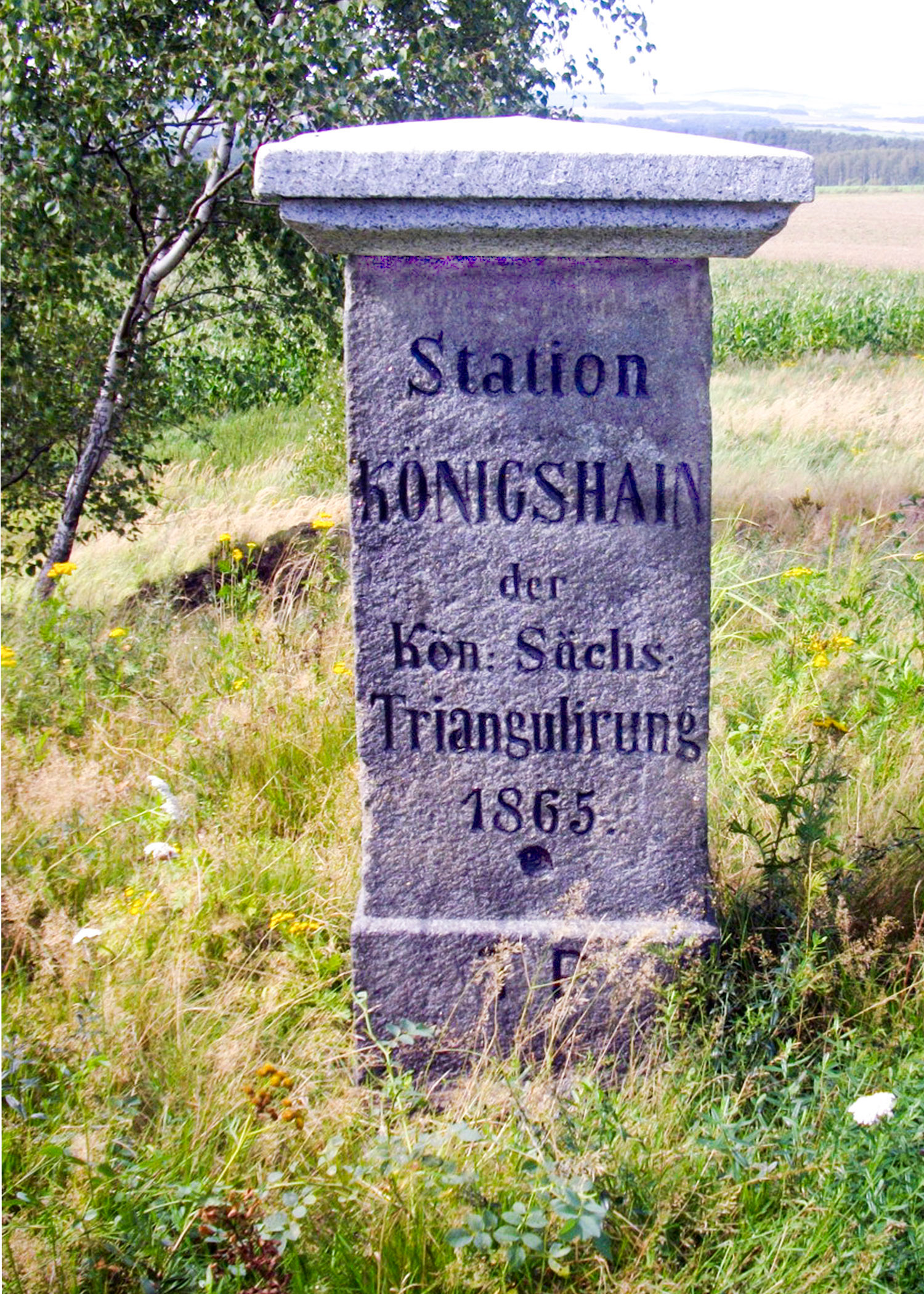
Triangulationsstein auf dem Heideberg

- Barocke St.-Bartholomäus-Kirche mit Hochaltar
- Zahlreiche Umgebindehäuser, darunter ein Torhaus
- Triangulierungsstation Königshain („Nagelsche Säule“) der Königlich-Sächsischen Triangulation auf dem Heideberg (Porębka) östlich von Königshain (2011 neu aufgestellt)

- Die Schmiede (Haus Nr. 168) wurde um 1800 gebaut, es ist ein einstöckiger Bau mit einem Mansardgiebeldach.[2]

- Das Wohnhaus Nummer 169 wurde in der zweiten Hälfte des 18. Jahrhunderts errichtet, das Erdgeschoss ist genmauert, das Obergeschoss ist Fachwerk.[3]

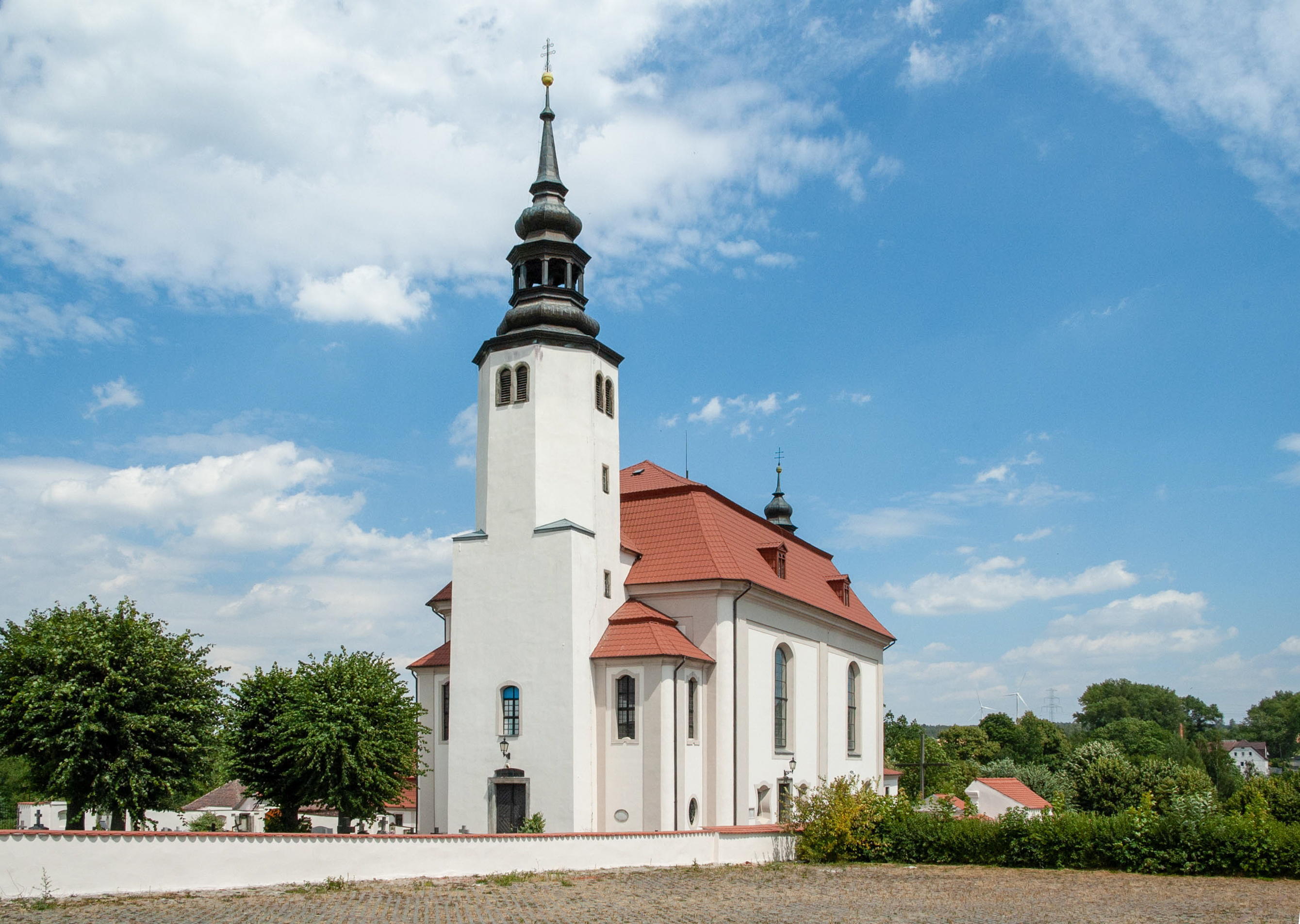
St.-Bartholomäus
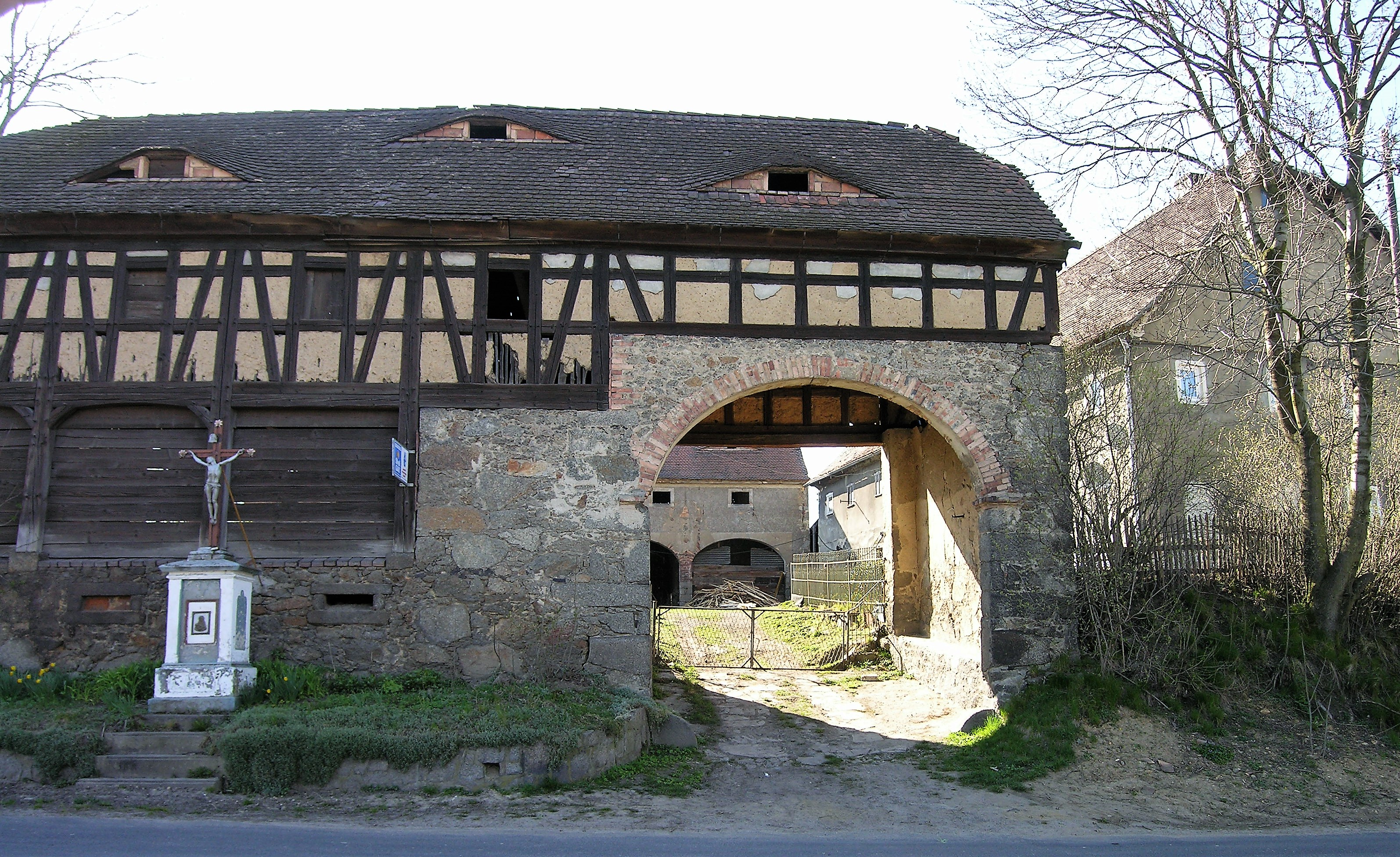
Umgebindehaus mit Toreinfahrt
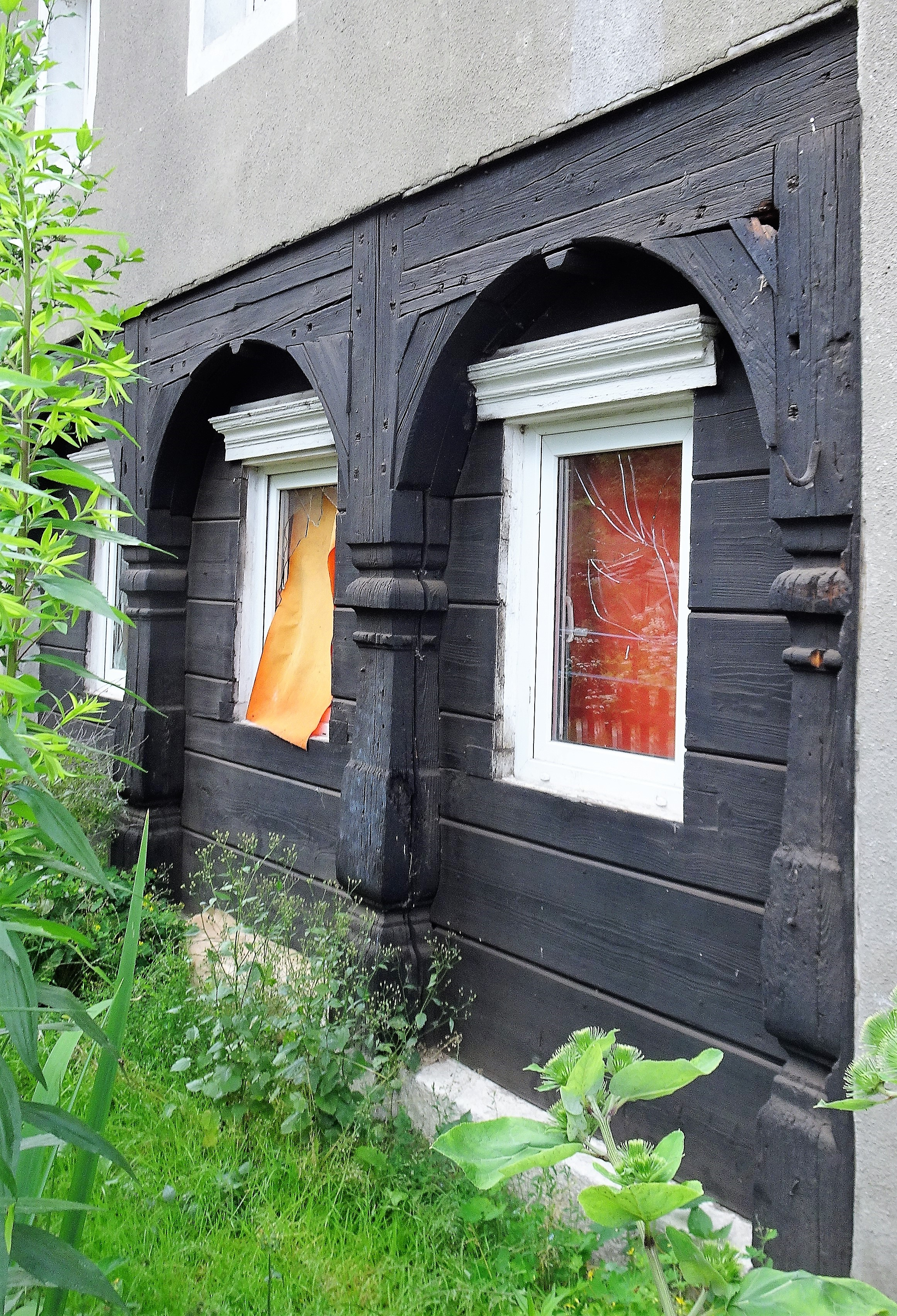
Fenster an Umgebindehaus
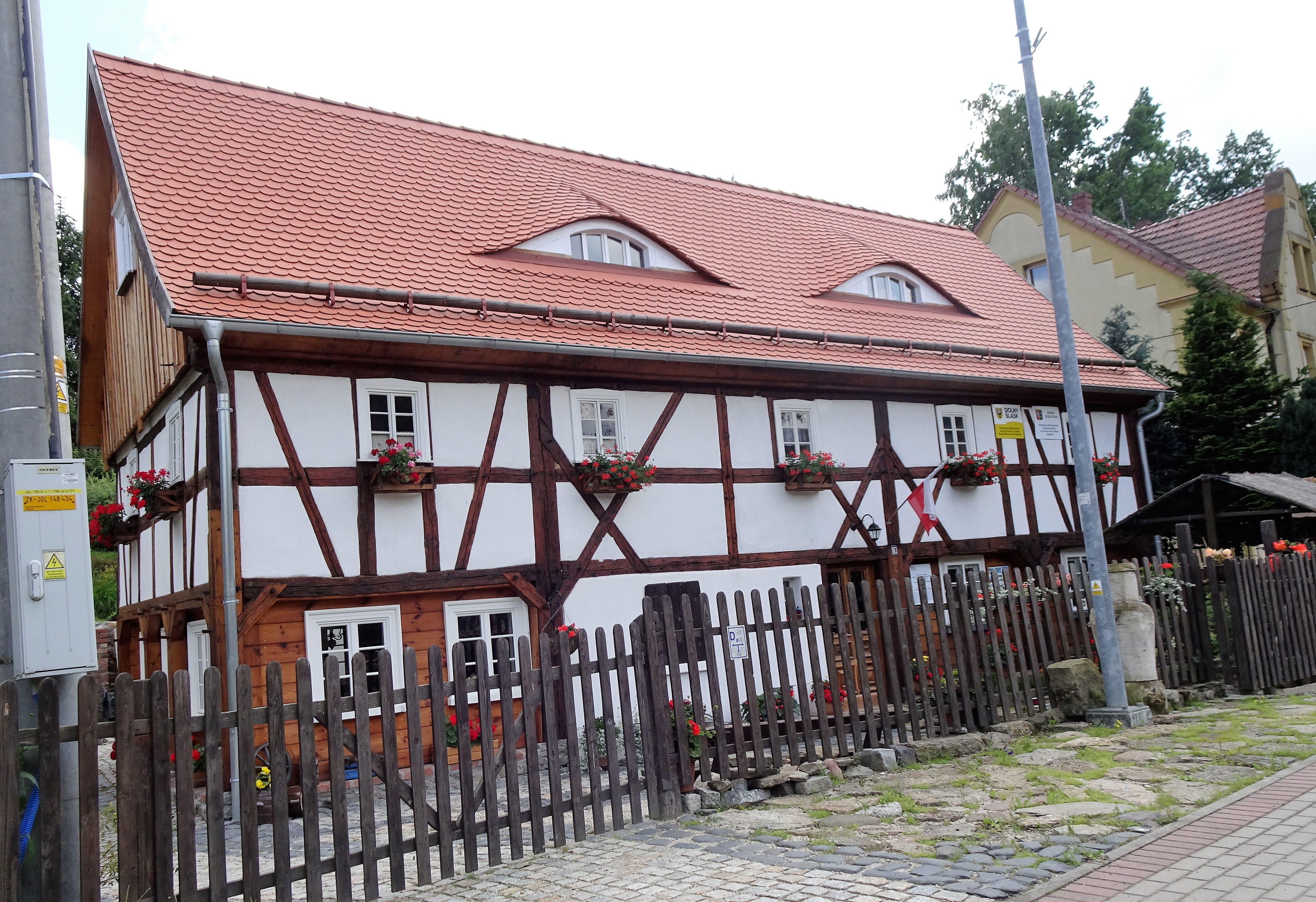
Renoviertes Umgebindehaus